# The Grinch (pel·lícula de 2000)
The Grinch, també coneguda com a Dr. Seuss' How the Grinch Stole Christmas, és una pel·lícula estatunidenca infantil, de comèdia i nadalenca estrenada el 2000. Està basada en el llibre homònim escrit pel Dr. Seuss i produïda per Imagine Entertainment i Universal Pictures. El film va dirigir-lo Ron Howard i és protagonitzat per Jim Carrey, Jeffrey Tambor, Christine Baranski, Bill Irwin, Molly Shannon i Taylor Momsen.
La producció va romandre quatre setmanes com a número u als Estats Units. The Grinch és la segona pel·lícula estacional que més ingressos ha aconseguit (sent la primera Sol a casa 2: Perdut a Nova York), recaptant un total de 345.141.403 $ a tot el món. Va guanyar l'Oscar al millor maquillatge i va estar també nominada a la millor direcció artística i al millor vestuari.

## Argument
Tots els habitants de Whoville celebren Nadal amb molta alegria i il·lusió. Tots excepte el Grinch, qui odia enèrgicament l'època nadalenca i sovint fa pagar el seu odi als habitants del poble amb diverses bromes lleugerament perilloses. En conseqüència, ningú es preocupa d'ell. Mentrestant, una nena de sis anys, la Cindy Lou, s'interessa per la història del Grinch. La Cindy Lou entén el passat d'aquest i decideix convertir-lo en el convidat d'honor de la festa de Whoville prèvia al Nadal. Després de recordar la seva traumàtica infància durant la festa, en Grinch dissenya un pla per acabar amb l'esperit nadalenc dels habitants de Whoville: robar-los els regals mentre dormen.

## Producció
Abans de la seva mort el 1991, el Dr. Seuss havia rebutjat ofertes per vendre els drets cinematogràfics dels seus llibres. No obstant això, la seva vídua, Audrey Geisel, va acceptar diverses ofertes de comercialització, incloses línies de roba, accessoris i música (CD). Pel juliol de 1998, els agents de Geisel van anunciar a través d'una carta que es subhastarien els drets cinematogràfics de Com el Grinch va robar el Nadal!. Per presentar les seves idees a Geisel, els aspirants havien d'estar disposats a pagar 5 milions de dòlars pel material i lliurar el 4% del total dels ingressos de taquilla, el 50% dels ingressos de comercialització i el material relacionat amb la música, i el 70% dels relacionats amb el llibre. La carta també deia que "qualsevol actor suggerit per a El Grinch ha de ser d'una importància comparable a la de Jack Nicholson, Jim Carrey, Robin Williams i Dustin Hoffman." A més, es va estipular que no es consideraria un director o guionista que no hagués guanyat almenys un milió de dòlars amb una pel·lícula anterior.
20th Century Fox va considerar la seva versió amb el director Tom Shadyac i els productors Dave Phillips i John Davis, i amb Jack Nicholson en ment per al paper del Grinch. Addicionalment, els germans Farrelly i John Hughes van preparar les seves pròpies versions separades. Universal Pictures va preparar la seva oferta amb Brian Grazer i Gary Ross, però Geisel la va rebutjar. Grazer va telefonar llavors al seu soci Ron Howard perquè l'ajudés en les negociacions. En aquest moment, Howard estava desenvolupant una adaptació cinematogràfica The Sea-Wolf i, tot i ser un àvid fanàtic de la versió animada, no va expressar interès a realitzar la pel·lícula, però Grazer el va convèncer perquè viatgés per a una reunió a la residència de Geisel. Mentre estudiava el llibre, Howard es va interessar pel personatge de Cindy Lou Who i va imaginar una història en la qual Cindy tindria un paper més important, així com una representació materialista dels Qui i una història ampliada sobre els orígens del Grinch.
El 16 de setembre de 1998 es va anunciar que Howard dirigiria i coproduiria una adaptació en imatge real de 'Com el Grinch va robar el Nadal! amb Jim Carrey com a protagonista. Abans que Jim Carrey fos elegit per interpretar al Grinch, es va considerar Jack Nicholson i Eddie Murphy. Carrey va acceptar el paper del Grinch quan va sentir un enregistrament d'un cor de nens cantant "You 're a Mean One, Mr. Grinch". També va saber que Universal Pictures, que havia adquirit els drets de distribució, va pagar 9 milions de dòlars per als drets d'una adaptació del Grinch i de "Oh, the Places You'll Go!" a Geisel. Jeffrey Price i Peter S. Seaman van escriure el guió final després de vuit esborranys, però Geisel també tenia poder de vetar el guió. Es va oposar a diversos acudits i insinuacions sexuals en el guió, incloent un sobre una família que no tenia arbre de Nadal ni regals anomenats en broma els "Who-Steins" i la col·locació d'un trofeu dissecat del Gat al barret a la paret del Grinch. Alec Berg, David Mandel i Jeff Schaffer van fer reescriptures del guió no acreditades.

## Recepció
Rotten Tomatoes va puntuar la pel·lícula amb un 53%. Metacritic va atorgar-li una puntuació de 46 sobre 100, basada en 29 crítiques. Roger Ebert va criticar la pel·lícula, referint-s'hi com un film "inquietant i estrany sobre una criatura que viu sobre una muntanya d'escombraries, espanta els nens, és malvat amb el seu gos i roba els regals de Nadal de tothom"."